# 묘진역
묘진역(일본어: 明神駅)은 일본 도치기현 닛코시에 있는 도부 철도 닛코 선의 역이다. 역 번호는 TN 22이다.

## 역 구조
상대식 승강장 2면 2선의 지상역으로 무인역이다. 이전에는 간이 위탁역에서 승차권은 역전 상점에서 판매하고 있었지만, 종료된 역 입구에 설치된 승하차 역 증명서를 발매하고 차내에서 승무원에서 구입하면 도착역에서 정산한다. 역사는 도부 닛코 방면 승강장에 있고, 아사쿠사 방향 승강장에는 과선교에서 연결한다. 또한, 아사쿠사 방향 승강장에도 출입구가 설치되어 있다.

### 승강장
| 번호 | 노선    | 방향 | 행선                                                                                      |
| ---- | ------- | ---- | ----------------------------------------------------------------------------------------- |
| 1    | 닛코 선 | 하행 | 시모이마이치・도부 닛코・ 기누가와 선 기누가와온센 방면                                   |
| 2    | 닛코 선 | 상행 | 신토치기・도부 도부쓰코엔・ 도부 스카이트리 라인 기타센주・도쿄 스카이트리・아사쿠사 방면 |

## 역 주변
- 이마이치 묘진 우체국
- 닛코 시립 오치아이 서 초등학교
- 묘진 보육원
- 나가바타케 강

## 역사
- 1929년 11월 1일: 영업 개시.
- 1973년 9월 1일: 역 무인화, 간이 위탁 개시.
- 2012년 3월 17일: TN 22의 역 번호 도입.

## 사진

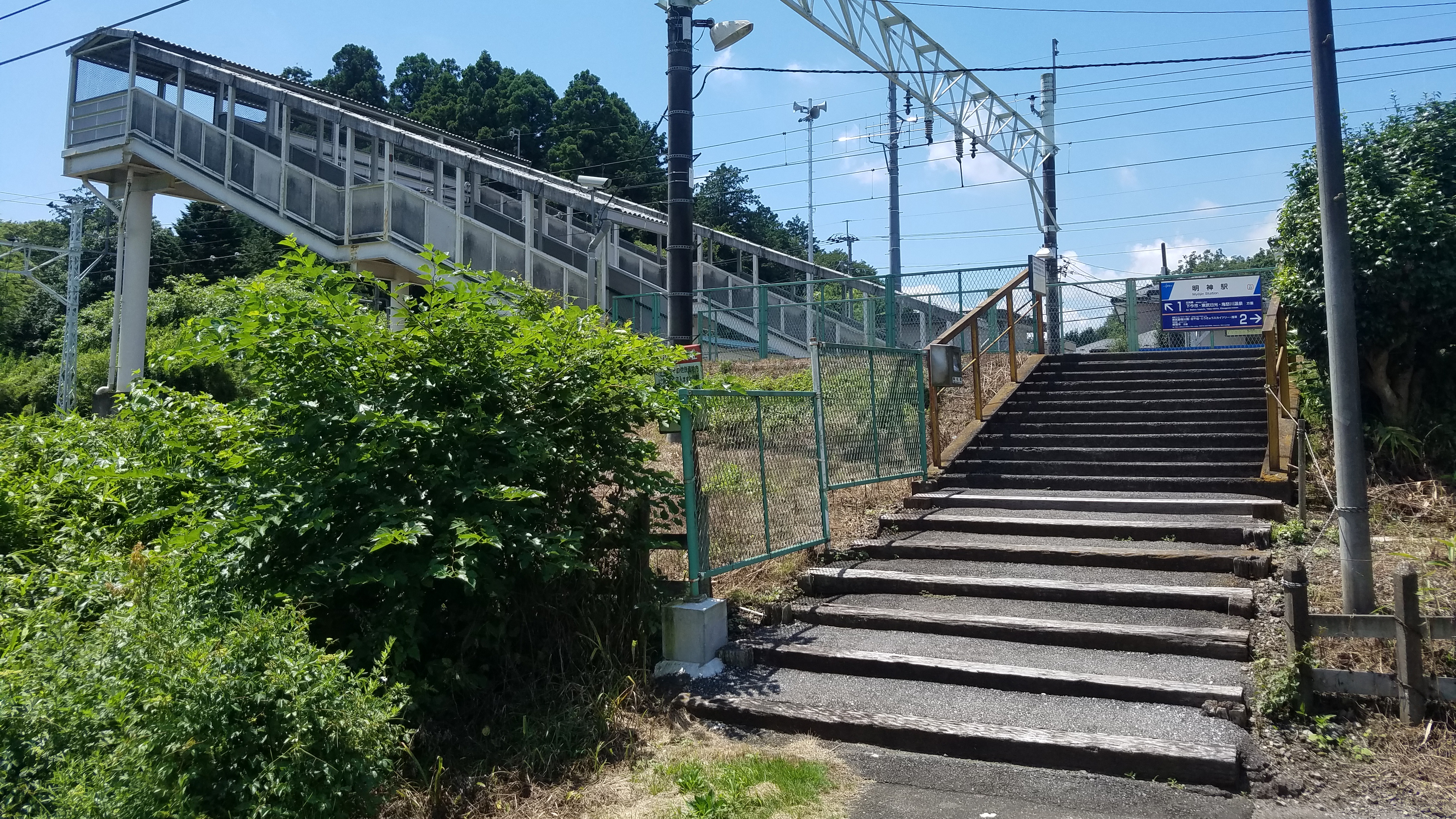
동쪽 출입구(2021년 8월)

## 인접역
| 도부 철도 닛코 선                     | 도부 철도 닛코 선  | 도부 철도 닛코 선                 |
| ------------------------------------- | ------------------ | --------------------------------- |
| TN 21 시모고시로 도부 도부쓰코엔 방면 | ■ 구간 급행 ■ 보통 | 시모이마이치 TN 23 도부 닛코 방면 |